# 彦坂直人
彦坂 直人（ひこさか なおと、1962年〔昭和37年〕3月17日-）は、日本の囲碁の棋士。名古屋市出身、酒井利雄八段門下、日本棋院中部総本部所属、九段。
第36期十段位、棋道賞優秀棋士賞受賞。世界囲碁選手権富士通杯4位など。中央を重視する奔放な碁風。一方で「ポカ」が多いとも自認している。
中部総本部の棋士として史上2人目の七大タイトル獲得者である。

## 経歴
父親はアマチュア六段だった。小学校5年ごろから囲碁に興味を示し碁会所に通うようになる。
1974年に酒井七段に入門。1976年初段。1982年、留園杯争奪戦(非公式戦)優勝。1983年、六段21歳で天元戦挑戦者決定戦に進出、淡路修三と対戦するが、36手目の見損じにより43手投了で敗れる。
1992年九段。1996年に本因坊リーグ入りし、4期残留。
1998年に十段戦で、敗者戦トーナメントを勝ち進み、挑戦者決定戦で趙治勲を破りタイトル初挑戦。挑戦手合5番勝負で加藤正夫に3-2で勝利し、中部総本部では羽根泰正以来のタイトル獲得となった。翌年は小林光一に0-3で敗れる。
1998年の世界囲碁選手権富士通杯では曺薫鉉らを破るが、準決勝で李昌鎬（この時の対局では、後に流行する、星へのコゲイマかかり・コゲイマうけに対する、ツケの新手を放っている）、3位決定戦で劉昌赫に敗れ4位。賞金ランキングで自己初のトップ10入り（7位）。
1999年に棋聖戦挑戦者決定戦に進出するが、王立誠に0-2で敗れる。同年の本因坊戦リーグでは5勝2敗の成績でプレーオフ進出するが、趙善津に敗れた。同年、碁聖戦でも挑戦者決定戦に進出するが、小林光一に敗れた。賞金ランキングで2年連続の7位。
2000年、第25期棋聖戦リーグ入り。2001年、第27期名人戦リーグ入り。2007年、第32期名人戦リーグ入り。
2012年、第37期碁聖戦でベスト4。
2016年8月18日、日本棋院史上19人目の公式戦通算1000勝達成（544敗3持碁1無勝負）。54歳5ヶ月・入段から40年4ヶ月・達成時勝率.648での達成。
2025年にはテイケイグループ杯レジェンド戦で優勝

## 人物
ファッションの派手さでも、棋士の中で際立っている。
若手時代、依田紀基の紹介で、藤沢秀行の秀行塾に参加していた。
1980年の名人戦の、大竹英雄名人と趙治勲八段の挑戦手合第4局で無勝負となった際の記録係を務めていた。2002年の十段戦予選の依田紀基戦で、三コウ無勝負を記録（再試合では彦坂勝ち）。

## タイトル歴
- 十段 1998年
- テイケイグループ杯レジェンド戦 2025年

### その他の棋歴
国際棋戦
- IBM早碁オープン戦 3位 1989年
- 世界囲碁選手権富士通杯 4位 1998年（○崔明勲、○丁偉、○曺薫鉉、×李昌鎬、×劉昌赫）
- 三星火災杯世界オープン戦 ベスト4 1999年（○鄭大相、○安祚永、○姜至誠、×趙善津）、ベスト8 1997年
- 日中囲碁決戦
  - 1986年 2-1 銭宇平
  - 1987年 1-2 銭宇平、2-0 邵震中
- 真露杯SBS世界囲碁最強戦
  - 1997年 0-1（×徐奉洙）

国内棋戦
- 留園杯争奪早碁トーナメント戦 優勝 1982年
- 新鋭トーナメント戦 準優勝 1987年
- 王冠戦 準優勝 1996、2003年
- 鶴聖戦 準優勝 2000年
- 棋聖戦 五段戦優勝 1983年、六段戦優勝 1985年
- 棋聖戦リーグ1期、名人戦リーグ2期、本因坊戦リーグ4期

### 受賞等
- 土川賞 1997年